# Boichi
Boichi（1973年1月29日—），本名朴武直（音譯），韓國出身的男性漫画家。大學時專攻物理學，1993年在韓國出道成為漫畫家，於少女漫画雜誌上以本名創作。2004年以Boichi為筆名往日本漫畫界發展，以少年漫畫、青年漫畫為主要活動範圍，2007年移居日本。Boichi在日本的代表作包含《最強不良傳說》、《ORIGIN原型機》與擔任作畫的《Dr.STONE 新石紀》。

## 生平
Boichi於1973年1月29日生於南韓，名字是朴武直（音譯）。他從2歲開始畫畫，10歲立志成為漫畫家。Boichi自稱在10歲至12歲時，因為不具備畫汽車和建築的能力，便放棄現代漫畫改畫未來科幻漫畫。畫著科幻漫畫的同時，Boichi連帶對科學產生興趣，在高中時研讀大量書籍，物理学家便是除了漫畫家以外唯一考慮過的志向。Boichi在高中的時候開始構思科幻年代记「五百年戰爭史」，《最強不良傳說》與《ORIGIN原型機》都是此世界觀中的作品。根據Boichi的說法，他最尊敬的科幻作家是亞瑟·查理斯·克拉克。高二時讀的《蘋果核戰》與《攻殼機動隊》也對他有強烈的影響。
高三時， Boichi參加1991年份的校刊創作，發表了卡通與科幻單篇小說各一篇，後者成為日後作品《The Space Between》的雛型。在同一年，他偶然讀了姊姊買的少女漫画雜誌，其中姜敬玉科幻作品的最終話深深影響了他，因而立志與該作者在同一雜誌連載。1993年5月，20歲的Boichi在韓國出道成為漫畫家，之後約10年皆在少女漫畫雜誌創作，以本名發表作品。Boichi自稱受到女性漫畫家的許多啟發，也影響了他對女性角色的創作。另一方面，Boichi就讀培材大学物理系，畢業後在秋溪藝術大學攻讀影像與文學學系的碩士學位。1996年，Boichi嘗試創作其他各種類型的漫畫，包含成人漫画和教育漫畫等，1997年《兒童與青少年性保護法》實行，Boichi經歷了國內漫畫界的衰退。1998年至2001年間，Boichi在一家電影評論雜誌上擔任漫畫評論員，並出版過一本評論集。
2003年，Boichi決定往日本發展，並於隔年正式進入日本漫畫界，以Boichi為筆名進行創作。Boichi於2004年和2005年在HIT出版社雜誌《COMIC阿呍》繪製成人漫画，2006年起在少年畫報社漫畫雜誌《YOUNG KING》展開首部連載——青年漫画《最強不良傳說》。2007年，Boichi移居日本，助手團隊（約7人）則留在韓國的工作室。《最強不良傳說》於2016年完結，這十年間Boichi也在講談社和集英社的其他漫畫雜誌上發表作品。2017年，由稻垣理一郎擔任原作、Boichi作畫的《Dr.STONE 新石紀》登上《週刊少年Jump》連載。Boichi於2019年同步連載外傳《Dr.STONE reboot：百夜》，為《週刊少年Jump》史上首例。2019年，《Dr.STONE 新石紀》入選第64屆小学馆漫画赏少年向部門，而另一部作品《ORIGIN原型機》則榮獲第22屆日本新媒體動漫藝術節漫畫部門大賞。

## 作畫
Boichi在2021年的訪談中表示，在繪製漫畫角色的身體時，他盡可能不使用傳統上的漫畫表現法，而是以美術解剖学為基底。Boichi在早期主要使用Spoon Pen來繪製漫畫，到了連載《ORIGIN原型機》的時候，開始效法井上雄彦和王欣太用毛笔作畫。Boichi也會使用Clip Studio Paint進行數位作畫。

## 個人生活
根據Boichi自述，他在1994年與第一個女性戀人交往，並於2000年與此人結婚。

## 主要作品（韓國）

### 長篇
- 《(TOON)》：發表於韓國漫畫雜誌《Wink（朝鲜语：윙크 (잡지)）》。全5卷。
- 《Feeling》[6]：全2卷。
- ：原作為[6]。
- [6]
- 《T. R. Y.》：原作為金賢政，2002年至2003年發表[21]。全3卷。
- 《大韓民國憲法第1條》（대한민국 헌법 제1조）[6]：同名電影（朝鲜语：대한민국 헌법 제1조 (영화)）的漫畫版。全1卷。

### 短篇
- ：出道作，1993年發表[6]。
- 《夜之傳說》（夜の伝説）[註 2]：《Wink（朝鲜语：윙크 (잡지)）》1997年1月號[22]。

## 主要作品（日本）

### 長篇
- 《究極宇宙味帝》（究極宇宙味帝シーザー）：2005年發表於《Comic Gum》[23]。全1卷[24]。[註 3][註 4]
- 《最強不良傳說（日语：サンケンロック）》：《YOUNG KING（日语：ヤングキング）》2006年10號—2016年6號[12]。全25卷。[註 5]
- 《最強女神傳說（日语：ラキア (漫画)）》：矢島正雄（日语：矢島正雄）原作，《Morning》2008年49號—2010年47號[25]（不定期連載）。全5卷。[註 5]
- 《H‧E The HUNT for ENERGY 能源獵人》（H・E The HUNT for ENERGY）：《Jump改（日语：ジャンプ改）》Vol.4（2011年11月號）[26]—2013年3月號。全3卷。[註 6]
- ：《月刊YOUNG KING（日语：月刊ヤングキングアワーズGH）》2013年2月號（2012年12月19日發售）[27]—5月号（2013年3月19日發售）[28]。
- 《Wallman 空降殺手》（Wallman-ウォールマン-）：《Grand Jump》2013年14號（2013年6月19日發售）[29]—2015年4號（2015年1月21日發售）[30]，第一章完結。全5卷。[註 6][註 7]
- ：《Comic Gum》2015年6月号[31]－7月号（雜誌休刊）[32]
- 《Terra Formars ~火星任務~外傳 阿西莫夫》（テラフォーマーズ外伝 アシモフ）：《Grand Jump》2015年23号（2015年11月4日發售）[33]－2016年14号。全2卷。
- ：《YOUNGKING OURS GH（日语：月刊ヤングキングアワーズGH）》2016年6月號（2016年4月16日發售）[34]－2017年7月號[35]、2019年4月號（2019年2月16日發售）[36]－8月号[37]。全1卷[38]。
- 《ORIGIN原型機》：《週刊Young Magazine》2016年40號（2016年9月5日發售）[39]－2019年11號。全10卷。[註 8][註 7]
- 《Dr.STONE 新石紀》：稲垣理一郎原作，《週刊少年Jump》2017年14号（2017年3月6日發售）[13]－2022年14号（2022年3月7日發售）[40]。全26卷。[註 5][註 7]
- 《Dr.STONE reboot：百夜》：《週刊少年Jump》2019年48号（2019年10月28日發售）[14][15]－2020年4·5合併號（2019年12月23日發售）[41]，短期集中連載。全1卷。[註 5]
- 《ONE PIECE 航海王 episode A 艾斯外傳》（ONE PIECE episode A（エース））：石山諒（日语：石山諒）分鏡，《ONE PIECE magazine》Vol.10（2020年9月16日發售）[42]－Vol.13（2020年12月2日發售）[43]，《ONE PIECE novel航海王小說A》的漫畫版。[註 5]
- ：《Morning》2022年20号（2022年4月14日發售）[44]－連載中
- ：《勉TAME JUMP》（勉タメジャンプ）2023 SPRING（2023年4月1日發售）[45]－連載中
- ：尹仁完（日语：尹仁完）原作，《週刊少年Sunday》2023年21号（2023年4月19日發售）[46][47]－2024年15号[48]。全4卷。
- ：原作，《週刊漫畫Goraku（日语：週刊漫画ゴラク）》2024年7月26日号[49]－連載中
- 《THE MARSHAL KING》：少年Jump+2025年2月7日[50]－連載中

### 短篇
- 成人漫画：《COMIC阿呍》2004年7月號、10月號、12月號、2005年2月號、3月號、4月號、6月號、7月號、9月號[8]
- 《HOTEL》（HOTEL -SINCE A.D.2079-）：《Morning》2006年25號[22]
- 《PRESENT》：《Morning》2007年第2・3合併号[22]
- 《STEPHANOS》：《MANDALA》01號（2007年）[51]
- 《DIADEM》：《MANDALA》02號（2008年）[22]
- 《一切都是為了鮪魚》（全てはマグロのためだった）：《Morning》2008年31號[22]，收錄於《年刊日本SF傑作選（日语：年刊日本SF傑作選）》2008年版[52]。
- 《TRIGUN～THE LOST PLANET～》：《YOUNG KING（日语：ヤングキング）》2010年10號（2010年4月26日發售）[53]，《劇場版 TRIGUN Badlands Rumble（英语：Trigun: Badlands Rumble）》的上映紀念短篇，收錄於《最強不良傳說》單行本第12卷[54]、《TRIGUN -Multiple Bullets-》[55]。
- 《eques》：宮谷拳豪作畫，《週刊Young Jump》2012年29號（2012年6月14日發售）[56]
- 《The Space Between》：《Grand Jump PREMIUM（日语：グランドジャンプPREMIUM）》2015年3月号[51]
- 《ANTI-MAGMA》：《Grand Jump PREMIUM》2015年5月号（2015年4月22日發售）[57][51]
- ：《週刊Young Magazine》2017年17號（2017年3月27日發售），紀念《攻殼機動隊》真人電影上映所繪製的致敬作品[58]，收錄於[59]。
- 《立於天空者、立於大地者》（空に立つ者、地に立つ者）：《週刊Young Magazine》2019年27號[22]，為了紀念《ORIGIN原型機》獲獎而繪製的外傳[4]。
- 《他就在那裡》（彼はそこにいた）：《週刊Young Magazine》2020年48號、49號[51]
- 《羅羅亞·索隆葬身海底》（ロロノア・ゾロ、海に散る）：《週刊少年Jump》2019年34号（2019年7月22日發售）[60]，「ONE PIECE COVER COMIC PROJECT」第1彈，第51話的重繪版，收錄於《ONE PIECE 航海王 episode A 艾斯外傳》單行本第1卷。
- 《娜美VS卡莉法》（ナミvsカリファ）：《ONE PIECE magazine》Vol.14（2022年4月5日發售）[61]，「ONE PIECE COVER COMIC PROJECT」第3彈，第411話的重繪版，收錄於《ONE PIECE 航海王 episode A 艾斯外傳》單行本第2卷。
- 《GOD ARMS》：《週刊少年Jump》2023年36・37合併号（2023年8月6日發售）[62]
- 《CHILDHOOD'S ENDO》：少年Jump+2024年7月29日[63]
- 《香緹的LAST SUPPER ～最後的晚餐～》（キャンティのLAST SUPPER ～最後の晩餐～）：青山剛昌原案，《週刊少年Sunday》2025年23号（2025年4月23日發售），《名偵探柯南》的番外篇[64]。

## 書籍
- 《窮人漫畫教室》（무일푼 만화교실）：漫畫技法書，1996年首爾文化社出版。
- ：短篇漫畫選集，1997年出版。
- ：短篇漫畫選集，1997年出版。
- ：短篇漫畫選集，1999年出版。
- 《朴武直漫畫工作室》（박무직 만화공작소）：漫畫技法書，2001年Badabooks（바다출판사）出版。
- ：評論集，2003年出版。
- 《Lovers in Winters》：2004年HIT出版社（日语：ヒット出版社）出版，收錄發表於《COMIC阿呍》的成人漫画。
- 《彩色插圖秘訣》（컬러 일러스트레이션 비법），繪畫技法書，2006年Badabooks出版。
- 《Boichi作品集 HOTEL》（Boichi作品集Hotel）：短篇漫畫選集，2008年讲谈社出版。收錄：《HOTEL》、《PRESENT》、《DIADEM》、《一切都是為了鮪魚》、極短篇SF「Lot」「發明王 健治」[65]。[註 5]
- 《Boichi SF創作短篇集1 時空旅人》（BoichiオリジナルSF短編集1 時空の旅人）：短篇漫畫選集，2021年讲谈社出版。收錄：《HOTEL》、《PRESENT》、《一切都是為了鮪魚》、《立於天空者、立於大地者》、《夜之傳說》、《DIADEM》、極短篇SF「Lot」「發明王 健治」[22]。[註 5]
- 《Boichi SF創作短篇集2 無名戰士》（BoichiオリジナルSF短編集2 名も無き戦士）：短篇漫畫選集，2021年讲谈社出版。收錄：《ANTI-MAGMA》、《The Space Between》、《STEPHANOS》、《他就在那裡》、極短篇SF「壽司戰隊」「偏頭痛」[51]。[註 5]

## 備註
1. 1 2  在韓國稱作純情漫畫。
2. ↑  翻譯成日文版後的名稱。
3. ↑  台灣中文版由尖端出版發行
4. ↑  2010年由少年畫報社重新出版，書名改為[23]。
5. 1 2 3 4 5 6 7 8  台灣中文版由東立出版社發行
6. 1 2  台灣中文版由青文出版社發行
7. 1 2 3  香港中文版由玉皇朝發行
8. ↑  台灣中文版由台灣東販發行

## 腳註
1. ↑   (pdf). . 2019-01-21  [2024-09-07] （日语）.
2. 1 2 3 4 5 6 7 8 9  . ヤンマガWeb. 2021-08-04  [2024-09-07]. （原始内容存档于2024-09-07） （日语）.
3. 1 2  《Boichi SF創作短篇集1 時空旅人》後記（第215頁）
4. 1 2 3 4  . .   [2024-09-09]. （原始内容存档于2024-09-09） （日语）.
5. ↑  《最強不良傳說》單行本第19卷折口，Boichi表示2013年5月是他出道20週年
6. 1 2 3 4 5 6  .
7. 1 2  Boichi.  (YouTube).  事件发生在 15分鐘處. 2024-06-06  [2024-09-07]. （原始内容存档于2024-09-07）.
8. 1 2  《Lovers in Winters》目錄
9. ↑  . . 2008-12-29  [2024-09-07]. （原始内容存档于2024-09-07） （日语）.
10. ↑  《最強不良傳說》單行本第11卷後記
11. ↑  《最強不良傳說》單行本第13卷後記
12. 1 2  . . 2016-06-22  [2024-09-07]. （原始内容存档于2018-10-10） （日语）.
13. 1 2  . . 2017-03-06  [2024-09-07]. （原始内容存档于2022-03-18） （日语）.
14. 1 2  . . 2019-10-21  [2024-09-07]. （原始内容存档于2021-04-21） （日语）.
15. 1 2  . . 2019-10-28  [2024-09-07]. （原始内容存档于2021-04-21） （日语）.
16. ↑  . . 2019-01-21  [2024-09-07]. （原始内容存档于2022-12-20） （日语）.
17. ↑  . . 2019-03-01  [2024-09-07]. （原始内容存档于2022-11-12） （日语）.
18. ↑  . . 2019-03-01  [2024-09-07]. （原始内容存档于2023-08-13） （日语）.
19. 1 2  《ORIGIN原型機》單行本第9卷折口
20. ↑  《最強不良傳說》單行本第17卷後記
21. ↑  《最強不良傳說》單行本第9卷折口
22. 1 2 3 4 5 6 7  . .   [2024-09-07]. （原始内容存档于2024-09-09） （日语）.
23. 1 2  . .   [2024-09-07]. （原始内容存档于2024-09-08） （日语）.
24. ↑  . ワニブックス.   [2024-09-07] （日语）.
25. ↑  . . 2010-10-21  [2024-09-07]. （原始内容存档于2024-09-07） （日语）.
26. ↑  . . 2011-09-26  [2024-09-07]. （原始内容存档于2024-09-07） （日语）.
27. ↑  . . 2012-12-19  [2024-09-07]. （原始内容存档于2024-09-07） （日语）.
28. ↑  . .   [2024-09-07]. （原始内容存档于2013-05-18） （日语）.
29. ↑  . . 2013-06-19  [2024-09-07]. （原始内容存档于2024-09-07） （日语）.
30. ↑  . . 2015-01-21  [2024-09-07]. （原始内容存档于2024-09-07） （日语）.
31. ↑  . . 2015-04-26  [2024-09-07]. （原始内容存档于2024-09-09） （日语）.
32. ↑  . . 2015-05-25  [2024-09-07]. （原始内容存档于2024-07-27） （日语）.
33. ↑  . . 2015-11-04  [2024-09-07]. （原始内容存档于2024-09-07） （日语）.
34. ↑  . . 2016-04-16  [2024-09-07]. （原始内容存档于2024-03-11） （日语）.
35. ↑  . 少年画報社.   [2024-09-07]. （原始内容存档于2024-09-08） （日语）.
36. ↑  . . 2019-02-16  [2024-09-07]. （原始内容存档于2024-09-08） （日语）.
37. ↑  . . 2019-06-17  [2024-09-07]. （原始内容存档于2024-07-31） （日语）.
38. ↑  . . 2019-07-16  [2024-09-07]. （原始内容存档于2024-09-08） （日语）.
39. ↑  . . 2016-09-05  [2024-09-07]. （原始内容存档于2022-11-12） （日语）.
40. ↑  . . 2022-03-07  [2024-09-07]. （原始内容存档于2022-03-18） （日语）.
41. ↑  . . 2019-12-23  [2024-09-07]. （原始内容存档于2020-01-26） （日语）.
42. ↑  . . 2020-09-16  [2024-09-07]. （原始内容存档于2023-09-19） （日语）.
43. ↑  . ONE PIECE.com. 2021-12-02  [2024-09-09]. （原始内容存档于2023-04-04） （日语）.
44. ↑  . . 2022-04-14  [2024-09-07]. （原始内容存档于2022-05-08） （日语）.
45. ↑  . . 2023-04-01  [2024-09-07]. （原始内容存档于2023-06-01） （日语）.
46. ↑  . . 2023-04-19  [2024-09-07]. （原始内容存档于2023-05-07） （日语）.
47. ↑  . MANTAN WEB. 2023-04-19  [2023-04-19]. （原始内容存档于2023-05-02） （日语）.
48. ↑  . .   [2024-09-07]. （原始内容存档于2024-09-08） （日语）.
49. ↑  . . 2024-07-12  [2024-09-07]. （原始内容存档于2024-07-20） （日语）.
50. ↑  . . 2025-02-07  [2025-04-25] （日语）.
51. 1 2 3 4 5  . .   [2024-09-07]. （原始内容存档于2024-09-09） （日语）.
52. ↑  . .   [2024-09-10]. （原始内容存档于2024-12-08） （日语）.
53. ↑  . . 2010-04-26  [2024-09-07]. （原始内容存档于2020-06-25） （日语）.
54. ↑  . . 2011-05-23  [2024-09-07]. （原始内容存档于2024-09-07） （日语）.
55. ↑  . . 2011-12-30  [2024-09-07]. （原始内容存档于2022-01-11） （日语）.
56. ↑  . . 2012-06-14  [2024-09-07]. （原始内容存档于2024-09-09） （日语）.
57. ↑  . . 2015-04-22  [2024-09-07]. （原始内容存档于2024-09-07） （日语）.
58. ↑  . . 2017-03-27  [2024-09-07]. （原始内容存档于2024-09-08） （日语）.
59. ↑  . . 2017-03-28  [2024-09-07]. （原始内容存档于2023-08-13） （日语）.
60. ↑  . . 2019-07-22  [2024-09-07]. （原始内容存档于2021-01-14） （日语）.
61. ↑  . ONE PIECE.com. 2022-04-05  [2024-09-09]. （原始内容存档于2024-09-09） （日语）.
62. ↑  少年ジャンプ編集部 [@jump_henshubu].  (推文). 2023-08-06  [2024-09-07] –Twitter （日语）.
63. ↑  . . 2024-07-29  [2024-09-07]. （原始内容存档于2024-09-06） （日语）.
64. ↑  . . 2025-04-23  [2025-04-25] （日语）.
65. ↑  . .   [2024-09-07]. （原始内容存档于2024-09-07） （日语）.

## 外部連結
- Boichi的X（前Twitter）
- YouTube上的Boichi頻道
- boichi.com（页面存档备份，存于）（官方網站）